# Rezerwaty przyrody na Białorusi
Obecnie na Białorusi znajdują się dwa rezerwaty przyrody. Pierwszy powstał w 1925 roku i obejmuje dorzecze górnej Berezyny na Pojezierzu Białoruskim. W 1988 roku założono Poleski Państwowy Rezerwat Radiacyjno-Ekologiczny, obejmujący strefę wykluczenia na terytoriach trzech rejonów obwodu homelskiego najbardziej poszkodowanych w wyniku awarii czarnobylskiej: brahińskiego, narowelskiego i chojnickiego.

## Rezerwaty przyrody
| L.p. | Nazwa parku narodowego                            | Rok utworzenia | Powierzchnia (km²) | Lokalizacja             | Widok |
| ---- | ------------------------------------------------- | -------------- | ------------------ | ----------------------- | ----- |
| 1.   | Berezyński Rezerwat Biosfery                      | 1925           | 852                | Obwód witebski i miński |       |
| 2.   | Poleski Państwowy Rezerwat Radiacyjno-Ekologiczny | 1988           | 2161               | Obwód homelski          |       |